# Servicios de Transportes Aéreos Fueguinos
Servicios de Transportes Aéreos Fueguinos S.A. o STAF Airlines fue una aerolínea de carga argentina fundada en 1985, con sede en Buenos Aires, que operaba vuelos regulares y chárter con destinos a toda América utilizando aeronaves arrendadas. La aerolínea cesó sus operaciones en 2005.

## Flota

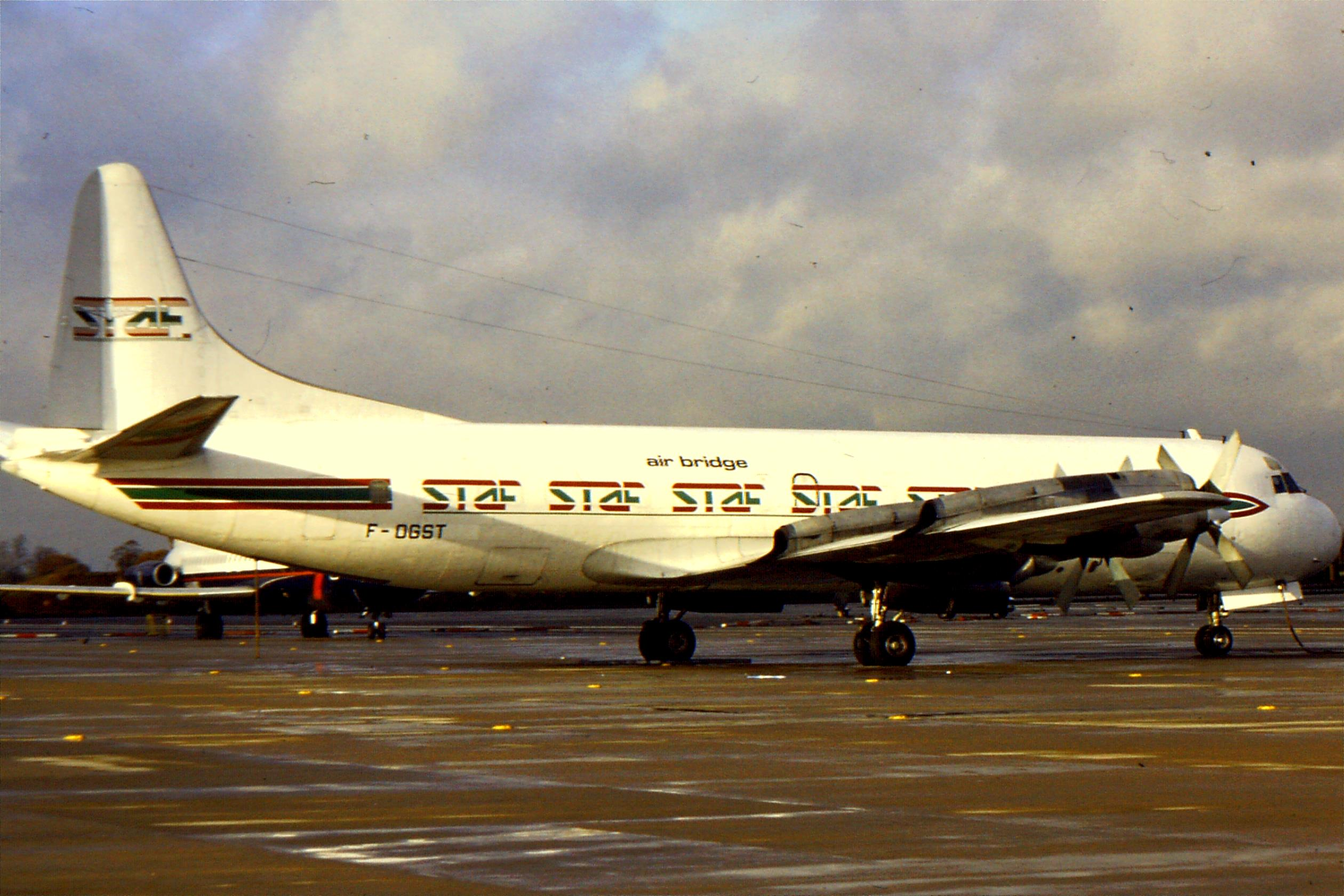
Un Lockheed L-188 Electra de STAF en el Aeropuerto de Mánchester en 1990

| Aeronave                     | Total | Introducida | Retirada | Notas                            |
| ---------------------------- | ----- | ----------- | -------- | -------------------------------- |
| Boeing 757-200               | 1     | 1997        | 1998     | Arrendado de TAESA Líneas Aéreas |
| Lockheed L-188C Electra      | 1     | 1986        | 1990     |                                  |
| McDonnell Douglas DC-10-30CF | 1     | 1996        | 1999     | Arrendado de TAESA Líneas Aéreas |
| McDonnell Douglas MD-11CF    | 1     | 1998        | 2000     | Arrendado de World Airways       |